# Park Regionalny Zbiornika Kowieńskiego

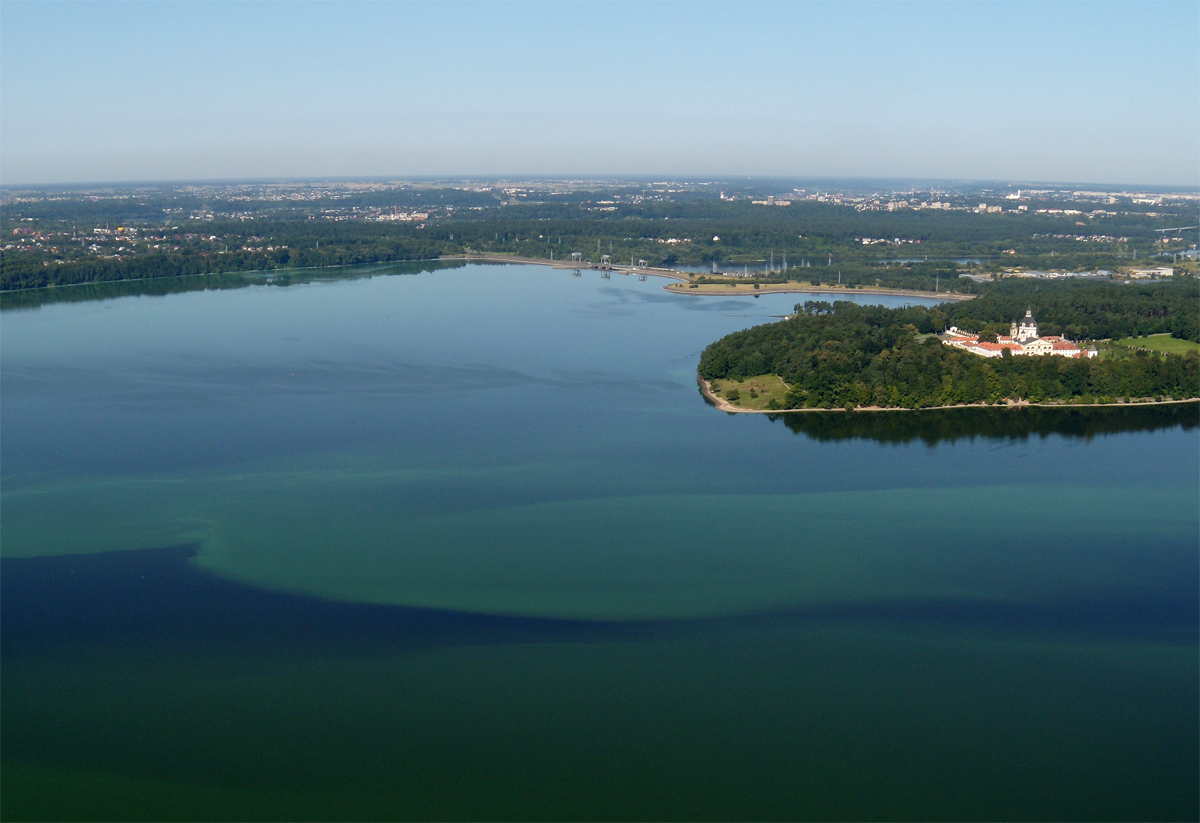
Fragment Zbiornika Koweńskiego

Park Regionalny Zbiornika Kowieńskiego (lit. Kauno marių regioninis parkas) – park regionalny na Litwie, położony w pobliżu Kowna, nad brzegami Zbiornika Kowieńskiego. Utworzony został w 1992 i obejmuje powierzchnię 10 221 ha.